# 16-os főút (Magyarország)
A 16-os főút egy mára már megszűnt főút, amely ma az 1-es főút részét képzi Hegyeshalom és az M15-ös autóút között.

## Története
Az M1-es autópályát a rajkai határátkelővel összekötő M15-ös autóutat 1996 második negyedévében kezdték építeni, akkor még mint a leendő M15-ös autóút első ütemét. A mintegy tizennégy kilométeres útszakaszt 1998 nyarán adták át a forgalomnak. Az erre becsatlakozó útként alakították ki a 16-os számú főutat.
1934-ben a kereskedelem- és közlekedésügyi miniszter 70 846/1934. számú rendelete, mely az ország főútjait első ízben jelölte ki, méghozzá már akkor a szektorelv figyelembevételével [a szektorelvről ld. a hivatkozott szócikket!], a 16-os útszámot még nem osztotta ki. A második világháború éveiben azonban, az első és második bécsi döntést követő időszakban szükségessé vált ezen útszám kiosztása is, amit a Sáró-Érsekújvár-Dunaszerdahely-Csallóközcsütörtök útvonal kapott meg.